# Ełektron T3L44
Ełektron T3L44 – typ trójczłonowego, czteroosiowego, jednostronnego, niskopodłogowego wagonu tramwajowego, przystosowanego do kursowania po szynach o rozstawie 1000 mm. Tramwaje wytwarzane są we lwowskim przedsiębiorstwie Ełektrotrans, w skład którego wchodzą firmy PAT Koncern-Ełektron oraz TransTec Vetschau GmbH.

## Historia
W grudniu 2013 r. rzecznicy prasowi przedsiębiorstwa poinformowali, że Koncern-Ełektron zwyciężył w przetargu na dostawę jednego, niskopodłogowego tramwaju dla Lwowa.
W dniach 23–26 września 2014 r. na targach InnoTrans-2014 w Berlinie po raz pierwszy zaprezentowano tramwaj typu Ełektron T3L44.
Pod koniec 2014 r. tramwaj został zakupiony przez lwowskiego przewoźnika Lwiwelektrotrans.
1 listopada 2014 r. wagon, któremu nadano numer taborowy 1180, wyjechał na lwowską linię nr 1.

## Opis
Wagon zasilany jest ośmioma silnikami asynchronicznymi, z których każdy ma moc 50 kW.
System hamowania składa się z hamulców elektrodynamicznych z rekuperacją energii oraz elektromagnetycznych.
Tramwaj wyposażono w układ redukcji wibracji i szumu, automatyczny system smarowania obręczy kół i dozowania piasku, zapobiegającego wpadaniu kół w poślizg w okresie zimowym.
W zależności od zamówienia wagon może zostać wyposażony fabrycznie w klimatyzację przedziału pasażerskiego i kabiny motorniczego lub w wentylację.